# Municipio de Moseley Hall
Moseley Hall Township es un municipio del condado de Lenoir, Carolina del Norte, Estados Unidos. Según el censo de 2020, tiene una población de 5245 habitantes.
Es una subdivisión exclusivamente geográfica, puesto que el estado de Carolina del Norte ya no utiliza la herramienta de los townships como gobiernos municipales.

## Geografía
El municipio está ubicado en las coordenadas 35°17′34″N 77°46′29″O / 35.29278, -77.77472 (35.292897, -77.774756).